# Râul Brebina, Bârsa
Râul Brebina este un afluent al râului Bârsa. Râul se formează la confluența brațelor Brebina Mare și Brebina Mică

## Hărți
- Harta județului Brașov
- Harta Munților Făgăraș  Arhivat în 8 septembrie 2013, la Wayback Machine.
- Harta Munților Piatra Craiului  Arhivat în 27 mai 2008, la Wayback Machine.